# Rajd Kormoran 1973
6. Rajd Kormoran – 6. edycja Rajdu Kormoran. Był to rajd samochodowy rozgrywany od 8 do 9 czerwca 1973 roku. Była to trzecia runda Rajdowych Samochodowych Mistrzostw Polski w roku 1973. Rajd składał się z czternastu odcinków specjalnychi jednej próba szybkości płaskiej. Został rozegrany na nawierzchni asfaltowej i szutrowej. Zwycięzcą rajdu został Sobiesław Zasada.

## Wyniki końcowe rajdu[1][2]
| Miejsce | Kierowca            | Pilot                 | Samochód              | Czas    | Strata   | Grupa Klasa |
| ------- | ------------------- | --------------------- | --------------------- | ------- | -------- | ----------- |
| 1       | Sobiesław Zasada    | Ewa Zasada            | Porsche Carrera RS    | 1:39:39 | -        | III/9-13    |
| 2       | Lelio Lattari       | Jacek Różański        | Alfa Romeo 2000 GTV   | 1:49:27 | +9:48    | I/9-13      |
| 3       | Maciej Sowiński     | Henryk Kalinowski     | BMW 1602              | 2:03:23 | +23:44   | I/8         |
| 4       | Henryk Kaczmarczyk  | Ireneusz Stankiewicz  | Polski Fiat 125p 1500 | 2:07:43 | +28:04   | II/8        |
| 5       | Waldemar Porada     | Januariusz Czerwoniec | Polski Fiat 125p 1300 | 2:15:48 | +36:09   | II/7        |
| 6       | Ryszard Pawlitka    | Karol Piekarski       | Polski Fiat 125p 1300 | 2:21:07 | +41:28   | I/7         |
| 7       | Janusz Książkiewicz | Julian Ochrymowicz    | Polski Fiat 125p 1500 | 2:32:53 | +53:14   | I/8         |
| 8       | Andrzej Radecki     | Zygmunt Domagalski    | Trabant P601          | 2:39:29 | +59:50   | II/1-2      |
| 9       | Bogusław Jasina     | Jerzy Burdzanowski    | Polski Fiat 125p 1300 | 2:48:45 | +1:09:06 | I/7         |
| 10      | Albin Śliski        | Krzysztof Szaykowski  | Trabant P601          | 2:48:52 | +1:09:13 | II/1-2      |